# マレツニャーネ滝
マレツニャーネ滝（マレツニャーネたき、Maletsunyane Falls）は、南部アフリカのレソトにありオレンジ川支流で高さ192 mの滝である。セモンコンの町の郊外にある。